# غاف باسق
غاف باسق (الاسم العلمي: Prosopis elata)، نوع من أشجار البقولية. موطنها المناطق شبه الاستوائية من بوليفيا وباراغواي وشمال الأرجنتين.